# Villabre (lugar)
Villabre es una entidad singular de población, con la categoría histórica de lugar, perteneciente al concejo de Yernes y Tameza, en el Principado de Asturias (España) y capital de dicho concejo. Se enmarca dentro de la parroquia homónima. Alberga una población de 55 habitantes (INE 2009).
Se encuentra a una altitud de 625 m s. n. m.